# مشروع كيدي التعليمي
مشروع كيدي التعليمي (بالإنجليزية: KDE Educational Project) هو مشروع يهتم بتطوير برمجيات تعليمية حرة مبنية على تكنولوجيا كيدي. تترجم هذه البرمجيات لأكثر من 65 لغة, ليتمكن المستخدمون من الوصول إليها بدون عوائق. يقدم مشروع كيدي التعليمي أيضاً برمجيات تعليمية لمساعدة المعلمين على تخطيط دروسهم.
مشروع كيدي التعليمي متوفر للينكس وتوزيعة برمجيات بركلي؛ دعم ويندوز لا يزال تجريبياً.

## تاريخ
بدأ مشروع كيدي التعليمي في يوليو من 2001. الهدف منه هو تطوير برمجيات تعليمية حرّة (تحت رخصة جنو العمومية) في نطاق بيئة كيدي. هذه البرمجيات تستهدف المدارس والطلاب وأولياء الأمور والبالغين الساعين لتوسيع معارفهم.

## قائمة بالبرمجيات
هذه البرمجيات مضمنة مع حزمة كيدي التعليمية (بالإنجليزية: kdeedu). كل التطبيقات متوافقة مع كيدي.

### اللغات
- كاناغرام (Kanagram) - لعبة ألفاظ مبعثرة قابلة للتخصيص.
- هانج مان ك (KHangMan) - لعبة الرجل المعلق الكلاسيكية.
- كيتن (Kiten) - مَرجِع وأداة تعليم للغة اليابانية تحتوي على معجم إنجليزي - ياباني وياباني - إنجليزي ومعجم كانجي.
- أحرف ك (KLettres) - يساعد على تعلم الأبجديات وقراءة بعض المقاطع اللفظية في مختلف اللغات.
- أحجية الكلمات ك (KWordQuiz) - يساعد على تعليم المفردات باستخدام بطاقات الكلمات والأسئلة متعددة الاختيارات والأُحجيات.
- بارلي (Parley) - مدرب مفردات يستخدم طريقة التكرار المتباعد وبطاقات الكلمات.

### رياضيات
- كانتور (Cantor) - واجهة مستخدم لحزم رياضيات وإحصائيات متقدمة.
- الجبر ك (KAlgebra) - حاسبة رياضية تسمح برسم دالات ثنائية وثلاثية الأبعاد.
- KBruch - تطبيق للتدرب على الحسابات التي تحتوي على الكسور والنسب.
- كيج (Kig) - تطبيق لاكتشاف الأشكال الهندسية بطريقة تفاعلية.
- كي إم بلوت (KmPlot) - راسم للدوال الرياضية. يرسم التخطيطات وتكاملاتها أو مشتقاتها.

### متنوع
- بلينكن (Blinken) - نسخة محوسبة من لعبة سايمون يقول, والتي تتحدى اللاعبين لحفض أنماط من أزرار ذات أربع ألوان يزداد طولها باستمرار.
- جغرافيا ك (KGeography) - تطبيق تعليم الجغرافيا. يُعلِِّم التقسيمات الإدارية لبعض الدول.
- الكتابة اللمسية ك (KTouch) - تطبيق لتعلم الكتابة اللمسية.
- السلحفاة ك (KTurtle) - بيئة برمجة تعليمية مثل لوغو تستخدم رسوميات السلحفاة (Turtle graphics) ولغة نص السلحفاة (TurtleScript).
- الأزواج (Pairs) - نسخة محوسبة من لعبة التركيز الكلاسيكية التي تساعد على تدريب الذاكرة من خلال حفظ صور وأشكال وأصوات ونصوص مختلفة.

### العلوم
- كالزيوم (Kalzium) - تمثيل رسومي للجدول الدوري. يحتوي على معلومات بسيطة عن كل المواد الشائعة.
- نجوم ك (KStars) - برنامج قبة فلكية لسطح المكتب, يوفر تمثيلاً رسومياً دقيقاً للسماء في الليل من أي مكان على الأرض, وفي أي وقت.
- ماربل (Marble) - كرة أرضية افتراضية يمكنك استخدامها لتعلم المزيد حول كوكب الأرض.
- ستيب (Step) - محاكي فيزيائي تفاعلي, يسمح لك باستكشاف العالم الملموس من خلال المحاكاة.
- روكس (Rocs) - بيئة تطوير متكاملة لنظرية البيان, يستخدم لتصميم وتحليل رسوم بيانية ودوال باستخدام بنية بيانات سهلة الاستخدام.

## برمجيات غير مكتملة
أرتيكيولات (Artikulate) - تطبيق تعلم لغات يساعد في تحسين النطق.

## تم إيقاف تطويرها
- eqchem - لوزن المعادلات الكيميائية.
- كارد (Kard) - لعبة مطابقة بطاقات.
- أداة الرياضيات ك (KMathTool) - مجموعة من الحاسبات الرياضية.
- النسب ك (KPercentage)

## روابط خارجية
- الصفحة الرئيسية لمشروع كيدي التعليمي

- وثائق كيدي التعليمية
- منتديات كيدي التعليمية نسخة محفوظة 22 نوفمبر 2010 على موقع واي باك مشين.